# Камнеломка ручейная
Камнело́мка руче́йная (лат. Saxifrága rivularis) — вид травянистых растений рода Камнеломка (Saxifraga) семейства Камнеломковые (Saxifragaceae).

## Ботаническое описание
Многолетнее травянистое растение высотой 3—10 см. Стебли многочисленные, прямые, покрыты белыми волосками. Листья светло-зеленые, мясистые, 3—5-лопастные. Прикорневые листья длинночерешковые; стеблевые - короткочерешковые, цельные, продолговатые, сидячие. Прилистники широкие, реснитчатые.
Цветки белого цвета, расположены в пазухах листьев. Чашечка железистая, на половину рассеченная, с продолговатыми долями. Лепестки обратно-овальные или продолговато-овальные, длиной 3—4 мм. Цветёт с июня по июль. Плод — шаровидная коробочка.
Описана из Лапландии. Тип в Лондоне.

## Экология и распространение
Обитает  в полярно-арктической и альпийской области, в тундре, лесном поясе гор, по берегам ключей, на галечниках.
Встречается в Арктике, Скандинавии, на Дальнем Востоке, в Северной Америке.